# Толстун, Полина Николаевна
Маликова (Толстун) Полина Николаевна (род. 4 июля 1985, Ленинград) — актриса театра и кино.

## Биография
Полина Толстун родилась 4 июля 1985 года в Ленинграде.
Выпускница Санкт-Петербургской государственной академии театрального искусства 2007 года (мастерская Григория Дитятковского)
Ещё будучи студенткой, сыграла Берту в спектакле «Отец», и Оливию в спектакле «Двенадцатая ночь, или как пожелаете» на сцене БДТ им. Товстоногова.
С 2007 года — актриса Большого Драматического Театра им. Товстоногова в Санкт-Петербурге.

## Театральные работы
- 2003 — «Отец» (БДТ) — Берта

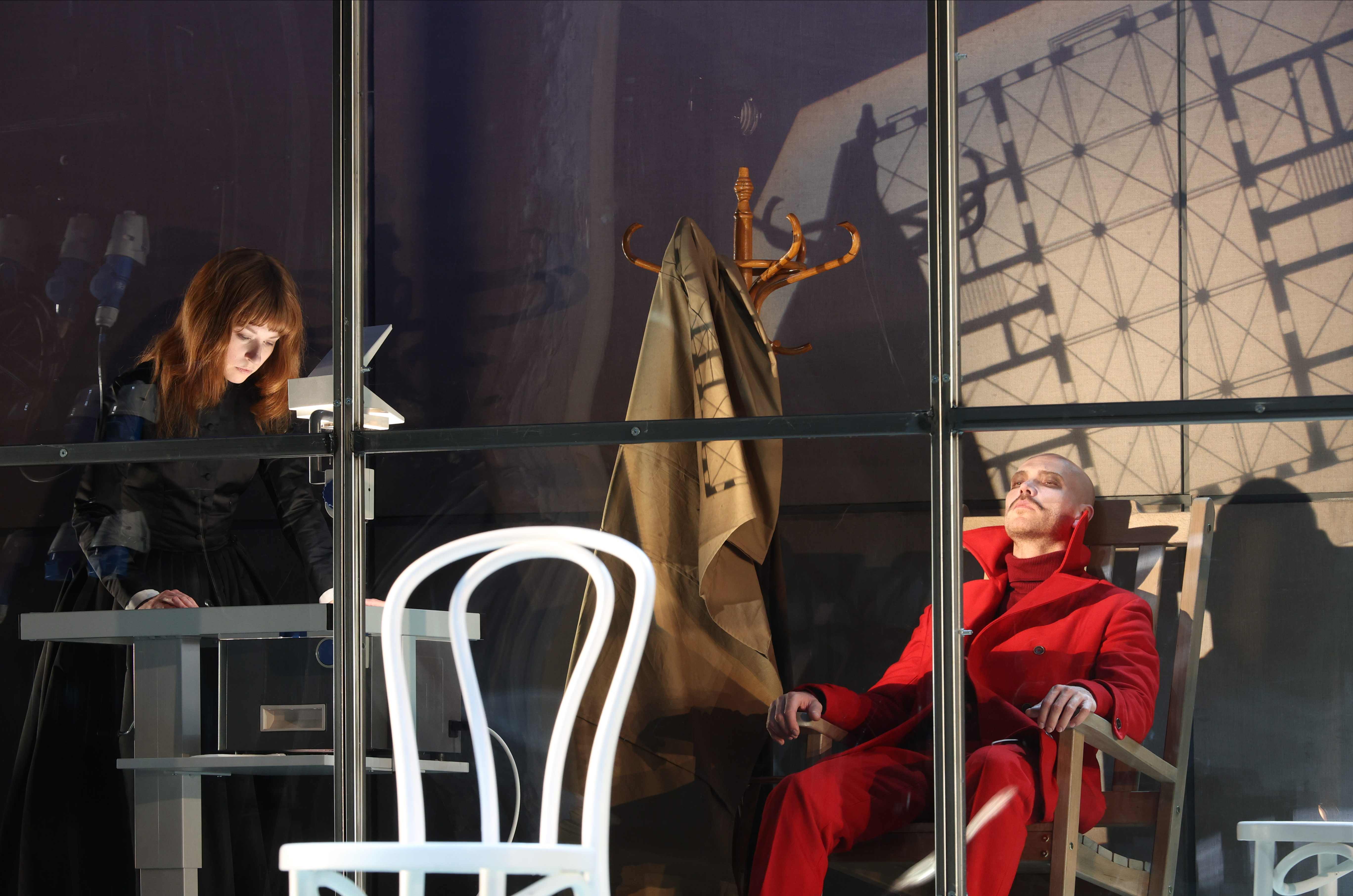
Полина Маликова (Толстун) в роли служанки в спектакле Романа Мархолиа «Привидения» (БДТ, 2022)

- 2003 — «Двенадцатая ночь, или как пожелаете» (БДТ) — Оливия
- 2008 — «Дядюшкин сон» (БДТ) — Зинаида
- 2009 — «Дон Карлос» (БДТ) — Паж Королевы
- 2009 — «Власть тьмы» (БДТ) — Анютка
- 2009 — «Дни нашей жизни» Санкт-Петербургский театр «Русская антреприза» имени Андрея Миронова — Оль-Оль
- 2011 — «Дом Бернарды Альбы» (БДТ) — Адела
- 2011 — «Коварство и Любовь» театр Приют Комедианта, Санкт-Петербург — Луиза
- 2011 — «Сказки Гофмана» Мариинский театр — Олимпия
- 2012 — «Ревизор», Каменноостровский театр — Ляпкина Тяпкина
- 2012 — «Мадам Бовари» , Санкт-Петербургский театр "Русская Антреприза имени Андрея Миронова, — Современная Эмма
- 2014 — «Эрендира» (БДТ) — Эрендира
- 2015 — «Зомби, зомби, зомби» ДК им. Горького — Кассандра￼
- 2015 — «Игрок» (БДТ) — Полина Александровна
- 2017 — «Три сестры» (БДТ) — Мария Прозорова
- 2018 — «Слава» (БДТ) — Наташа Мотылькова
- 2019 — «Волнение» (БДТ) — Натали Блуменштайн
- 2022 — «Привидения» (БДТ) —  Регина/служанка

## Фильмография
- 2007 — «Антонина обернулась» — Ангел
- 2008 — «Брачный контракт» — Лена
- 2008 — «Максим платов» — Лена
- 2009 — «Морские дьяволы» — Женя
- 2009 — «Лимузин» — Лиза
- 2010 — «Агент особого назначения» — Ирина
- 2011 — «Дознаватель» — Лена Солнцева, проститутка (9 серия)
- 2012 — «Измена» — Она (Марина)
- 2014 — «Охота» — Тамара Горбатенко
- 2015 — «Апперкот для Гитлера» — Анастасия Шувалова, связная
- 2016 — «Следователь Тихонов» — Екатерина Аркадьевна Максакова, официантка кафе «Лира»
- 2016 — «Ивановы» — работница музея
- 2017 — «Анатомия измены» — Клара
- 2017 — «Новая жизнь РВС» — Ирина
- 2017 — «Грецкий орешек» — Юлия
- 2018 — «Купель дьявола» — Катя Соловьёва
- 2019 — «Мост» — Паула Редникова, галерист
- 2020 — «Шерлок в России» — Алла Инсарова, актриса
- 2023 — «Триггер. Фильм» — жена Никиты
- 2024 — «Калимба» — Тома

## Призы и премии
- 2004 — специальный приз «Лучший дебют» высшей театральной премии Санкт-Петербурга «Золотой софит» за роль Оливии в спектакле «Двенадцатая ночь, или как пожелаете»
- 2009 — лауреат независимой актерской премии им. В. И. Стржельчика за роль Зинаиды в спектакле «Дядюшкин сон»
- 2009 — номинирована на высшую театральную премию России «Золотая Маска» за роль Зинаиды в спектакле «Дядюшкин сон»
- 2011 — Лауреат Национальной театральной премии им. Е. А. Лебедева за роль Оль-Оль в спектакле «Дни нашей жизни»
- 2015 — номинирована на высшую театральную премию России «Золотая Маска» за роль Эммы в спектакле «Мадам Бовари»
- 2017 — специальный приз Высшей театральной премии Санкт-Петербурга «Золотой Софит» за роль Маши в составе ансамбля исполнительниц спектакля «Три сестры».
- 2019 — Благодарность Законодательного Собрания Санкт-Петербурга (27 февраля 2019 года) — за выдающиеся личные заслуги в области культуры и искусства в Санкт-Петербурге, успешную творческую деятельность и высокий профессионализм, а также в связи со 100-летием со дня создания Федерального государственного бюджетного учреждения культуры «Российский государственный академический Большой драматический театр имени Г.А.Товстоногова»[1].